# Vincetoxicum hirundinaria

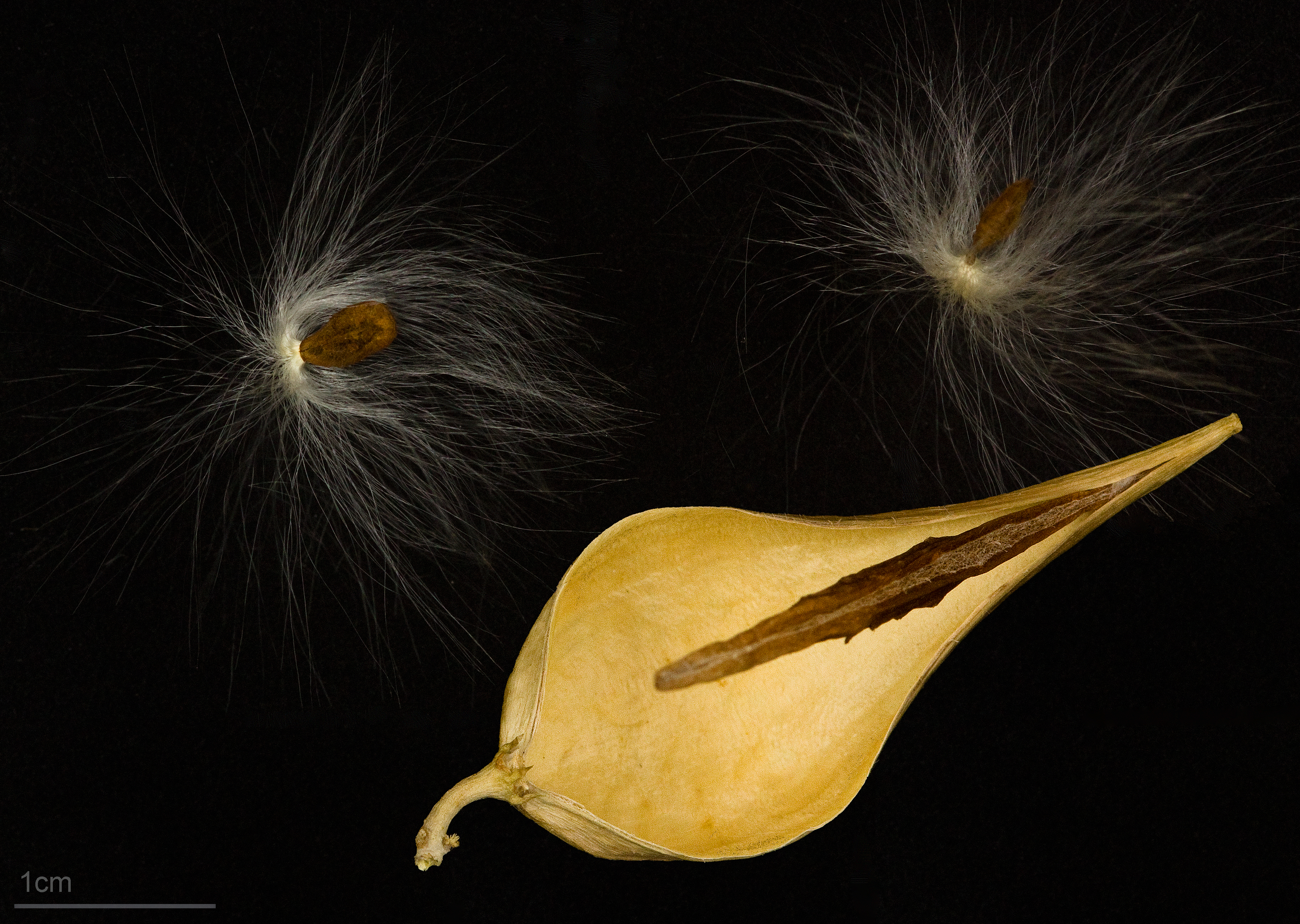
Vincetoxicum hirundinaria

Vincetoxicum hirundinaria là một loài thực vật lâu năm thuộc chi Vincetoxicum của họ Apocynaceae. Đây là loài bản địa trên các triền núi và vách đá, đặc biệt ở các vùng đất đá vôi, của lục địa Á-Âu (bao gồm một số đảo Baltic). Có các quần thể di thực ở Bắc Mỹ (Ontario, Michigan, và New York).

## Hình ảnh

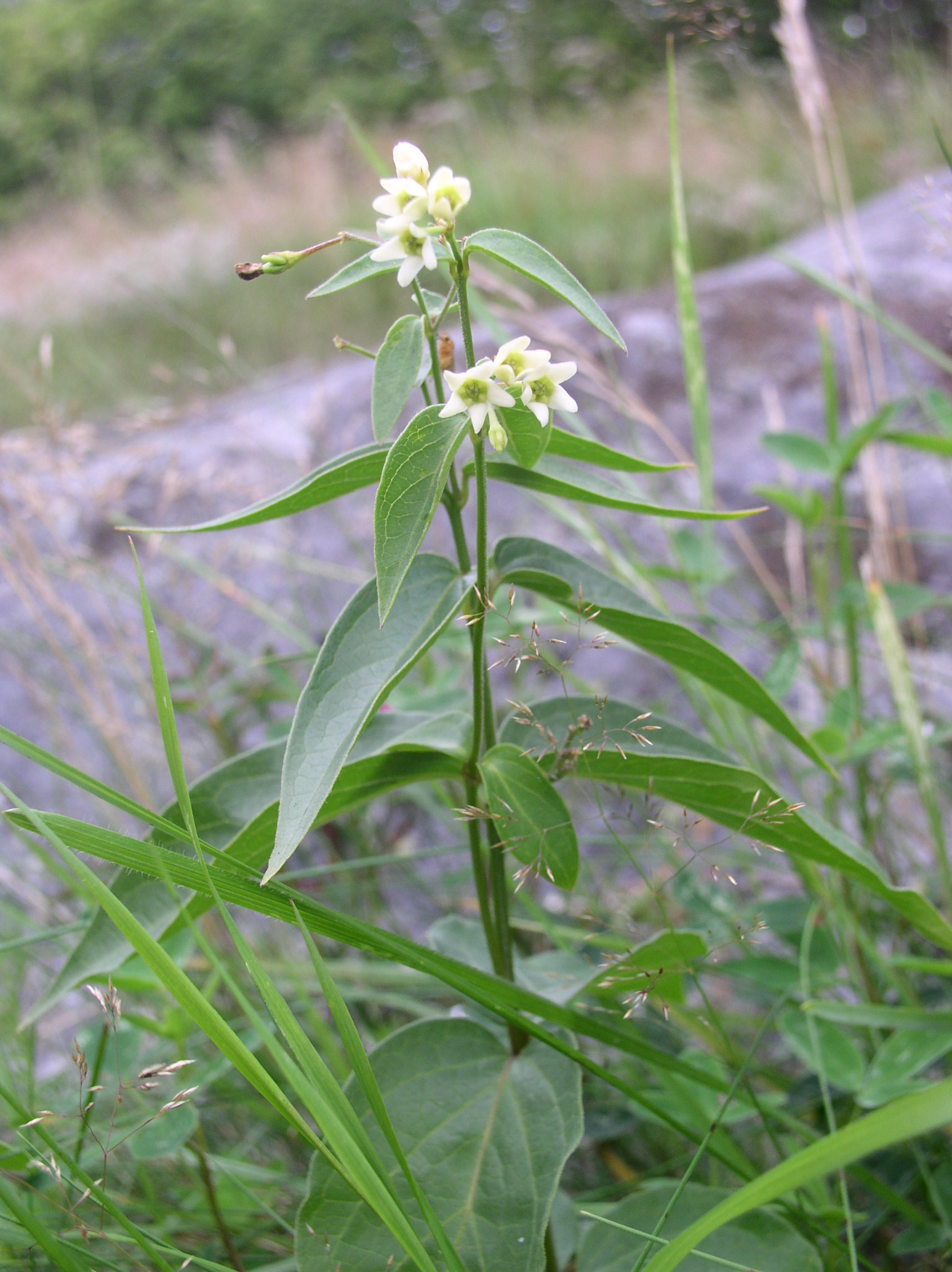
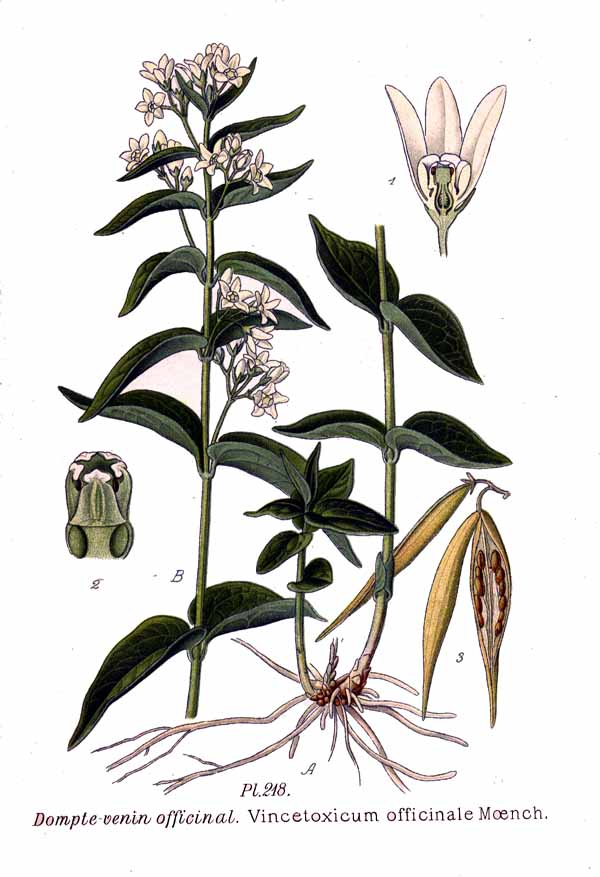
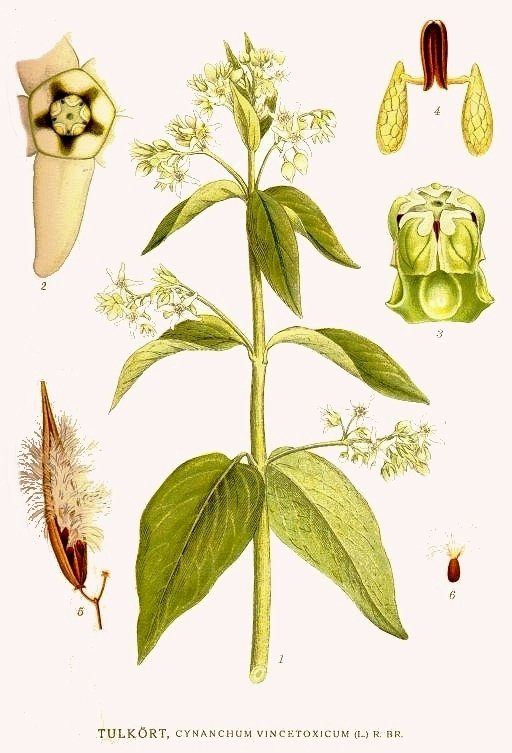
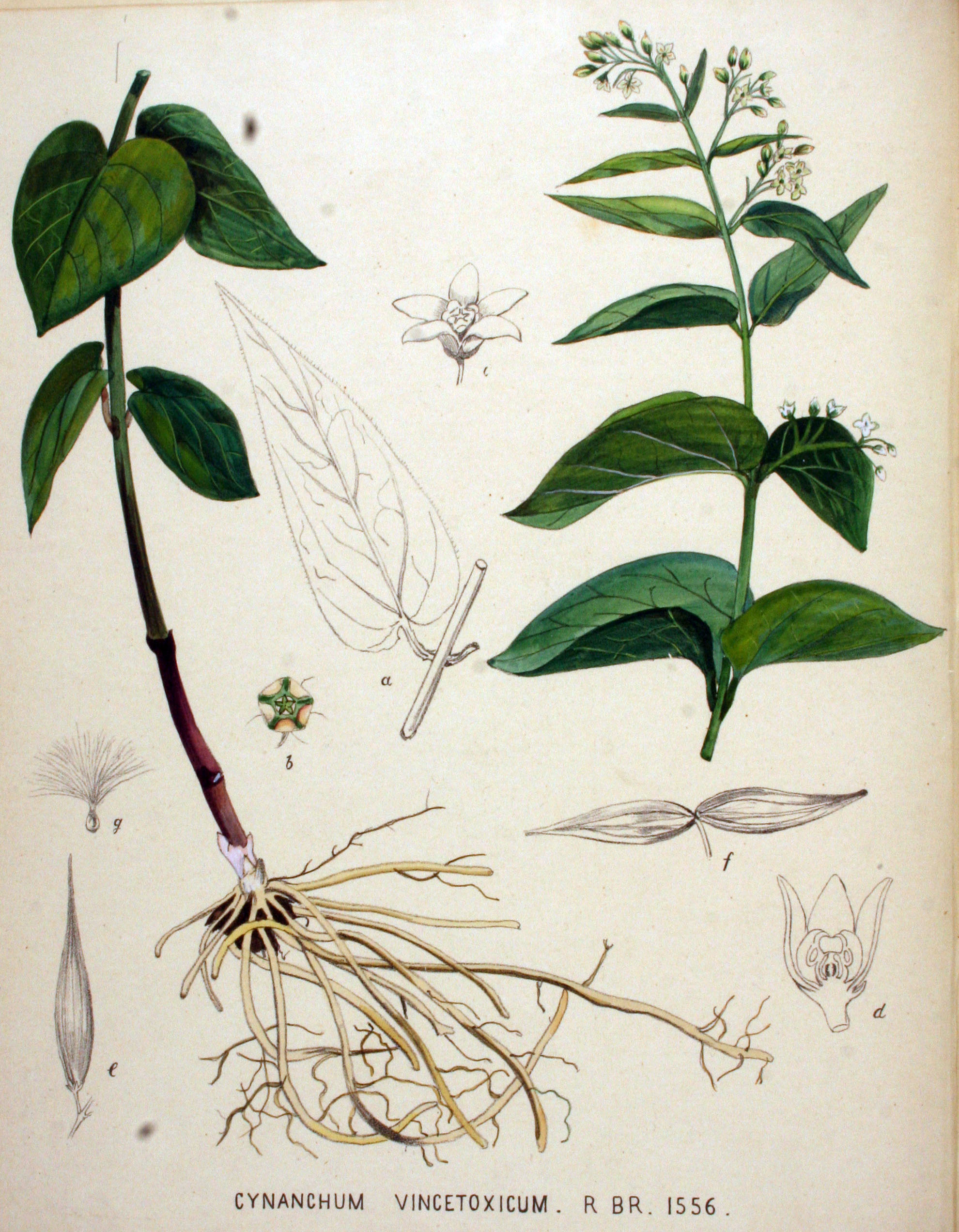

## Tham khảo

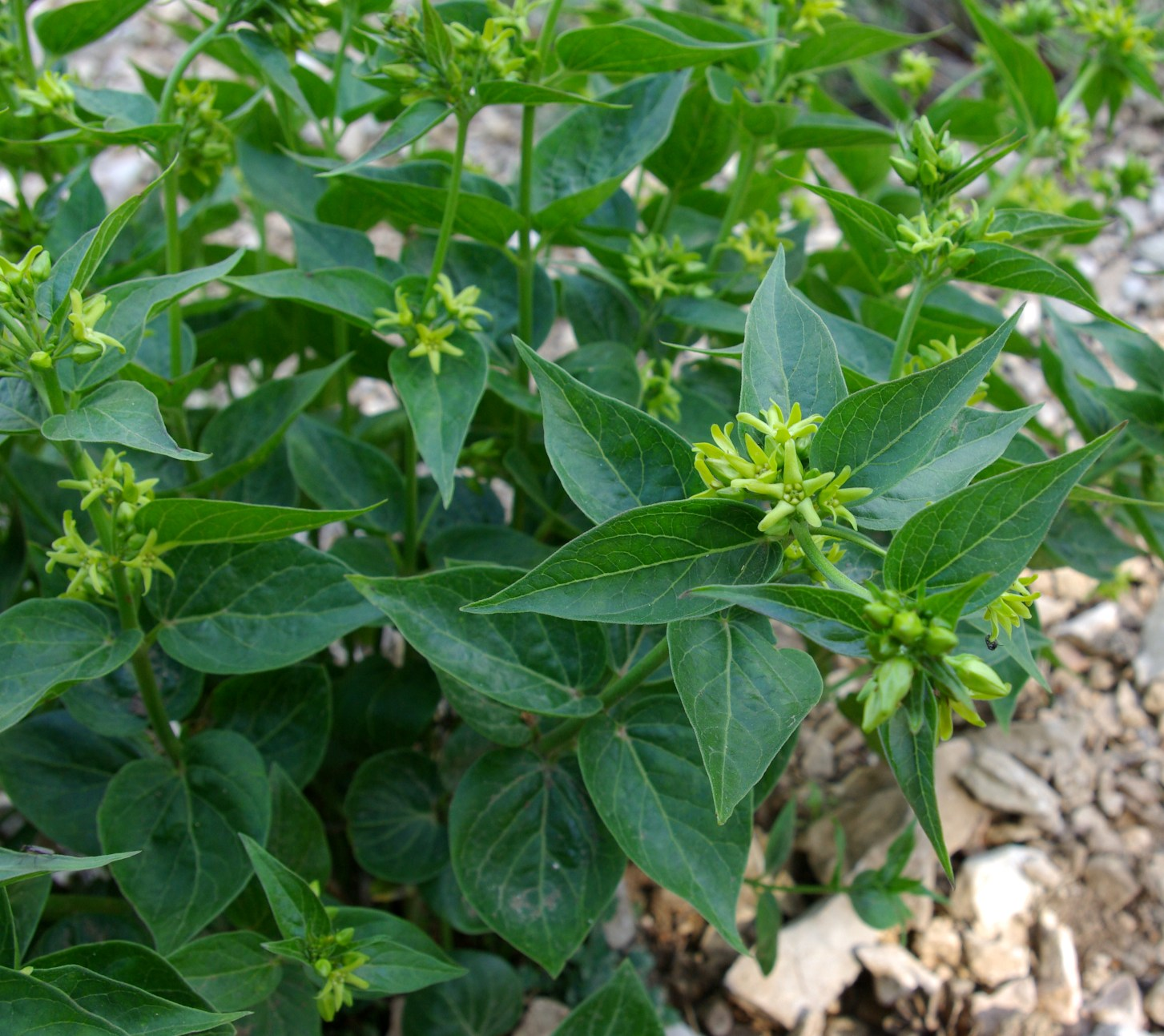
Vincetoxicum hirundinaria ở Mont-Ventoux Vaucluse Pháp